# Tyson Fury
Tyson Luke Fury (* 12. August 1988 in Manchester, England) ist ein britischer Boxer und ehemaliger Weltmeister im Schwergewicht nach Version der WBC, WBA, IBF, WBO und IBO.

## Leben
Fury wurde im Stadtteil Wythenshawe im nordwestenglischen Manchester geboren und wuchs in einer Familie irischer Traveller auf. Sein Großvater väterlicherseits kam aus Tuam im County Galway, dies war auch der Geburtsort seines Vaters, John Fury. Der Clan der Furys von Galway ist gälischer Abstammung. Der Name leitet sich von Ó Fiodhabhra ab und bedeutet ursprünglich buschige Augenbrauen (bushy-eyebrows).
Seine Großmutter mütterlicherseits stammt aus dem County Tipperary, seine Mutter wurde im nordirischen Belfast geboren. Furys Familie hat eine lange Geschichte im Boxen. Sein Vater John kämpfte in den 1980er Jahren unter dem Kampfnamen „Gypsy“ John Fury, zunächst als Bare-Knuckle-Kämpfer, später als professioneller Boxer. Sein Bruder Tommy Fury ist Profi im Halbschwergewicht, sein Halbbruder Roman Fury boxt als Profi im Cruisergewicht, sein Bruder Young Fury war ebenfalls Boxer im Schwergewicht. Tyson Fury ist auch ein Cousin des früheren WBO-Weltmeisters im Mittelgewicht Andy Lee, des bis 2012 aktiven Mittelgewichtsboxers Phil Fury, des bis 2015 aktiven Halbschwergewichtsboxers Dempsey Fury, des britischen Meisters im Halbschwergewicht Hosea Burton, des britischen Meisters im Schwergewicht und Jugendweltmeisters von 2012 im Superschwergewicht Hughie Fury, des Schwergewichtsboxers Nathan Gorman, des Superweltergewichtsboxers Walter Fury sowie des englischen nationalen Juniorenchampions James Dean Fury. Sein Onkel Peter Fury trainierte diverse Profiboxer, so auch Tyson für seinen Weltmeisterschaftskampf gegen Wladimir Klitschko. Ein weiterer Onkel Tysons war Hughie Fury (nicht zu verwechseln mit seinem gleichnamigen Cousin), der bis zu seinem Tod Besitzer eines Boxstudios war, des ersten, in dem Tyson trainierte. Zudem war er auch der erste Trainer Tysons im Profibereich und betreute seinen Neffen bei den ersten 17 Kämpfen.
Fury ist darüber hinaus ein entfernter Verwandter des selbsternannten King of the Gypsies, Bartley Gorman, und bezeichnet sich selbst gerne als Gypsy King. Weitere Spitznamen, die er sich selbst gegeben hat, sind The Furious One und Tyson „2 fast“ Fury. Sein Vater benannte ihn nach dem damaligen Weltmeister im Schwergewicht Mike Tyson.
Fury wuchs in Wilmslow, Cheshire, auf. Er ist Katholik und seit 2008 mit Paris Fury verheiratet; sie haben drei Töchter (* 2010, 2018, 2021) und vier Söhne (* 2012, 2017, 2019, 2023).

## Amateurkarriere
Als Amateur trat Fury sowohl für Irland als auch für England an. Irland vertrat er auf internationaler Ebene insgesamt drei Mal. Er kämpfte zunächst für den Holy Family Boxing Club in der nordirischen Hauptstadt Belfast und wechselte später nach Smithborough im County Monaghan in der Republik Irland.
Im Jahre 2006 erkämpfte sich Fury im marokkanischen Agadir bei den Junioren-Weltmeisterschaften der AIBA die Bronzemedaille, als er Ilham Khatamov und Istvan Bernat bezwang und sich im Halbfinale Sardor Abdullayev nach Punkten geschlagen geben musste.
Beim Länderkampf im Jahre 2007 in Polen unterlag Irland dem erfahrenen polnischen Team mit 6:12. Fury ging jedoch in seinen beiden Kämpfen, in Rzeszów und in Białystok, jeweils als Sieger hervor. Im selben Jahr vertrat Fury England bei den Junioren-Europameisterschaften im serbischen Sombor und wurde Zweiter nach einer Finalniederlage gegen den Russen Maxim Babanin. Zuvor hatte er Andrija Keković (Serbien) und Jasmin Hasić (Bosnien und Herzegowina) besiegt.
Fury versuchte, sich für Irland bei den Trials für die Olympischen Sommerspiele 2008 in Peking zu qualifizieren, allerdings erfolglos. Zuvor hatte er bereits versucht, sich für das englische Team zu qualifizieren, musste sich aber David Price geschlagen geben. Fury gab später an, dass seine erfolglosen Versuche, sich für die Olympischen Spiele zu qualifizieren, ein Grund für seinen Entschluss waren, ins Profilager zu wechseln. Auf die Spiele 2012 in London wolle er nicht warten.
Im selben Jahr gewann er in Sheffield die ABA-Meisterschaft (englische Meisterschaft), bei der er Mark Smith, Shane McPhilbin und Damien Campbell jeweils nach Punkten besiegte.

## Profikarriere

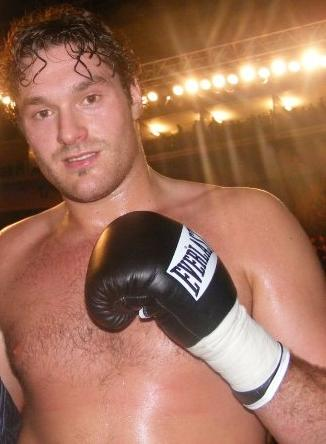
Tyson Fury bei seinem Profidebüt am 6. Dezember 2008

### Erste Jahre
Sein Debüt als Profiboxer gab Fury am 6. Dezember 2008. Nachdem er gegen eher unbekannte Boxer gekämpft hatte, war der Kampf um die Commonwealth- und Britische Meisterschaft am 23. Juli 2011 gegen Dereck Chisora sein erster großer Auftritt. Er gewann den Kampf über zwölf Runden einstimmig nach Punkten.
Am 12. November 2011 trat er gegen den ebenfalls ungeschlagenen Neven Pajkić an. Fury ging in der zweiten Runde zum ersten Mal in seiner Karriere zu Boden, konnte den Kampf aber drehen und zwang Pajkić in der 3. Runde zweimal zu Boden. Nachdem Fury Pajkić erneut hart getroffen hatte, brach der Kampfrichter den Kampf ab und erklärte Fury zum Sieger.
Nachdem er Vinny Maddalone besiegt hatte und dadurch Intercontinental Champion der WBO geworden war, trat er gegen die beiden namhaften Boxer Steve Cunningham und Kevin Johnson in WM-Titel-Ausscheidungskämpfen an und besiegte sie.
Der für den 8. Februar 2014 angesetzte Kampf gegen David Haye wurde abgesagt, da sich Haye einer Operation seiner Schulter unterziehen musste. Im Februar 2014 schlug er Joey Abell k. o. und boxte im selben Jahr das zweite Mal gegen Chisora um die Europameisterschaft (EBU), die WBO-International-Meisterschaft und die vakante Britische Meisterschaft. Chisora war chancenlos und verlor diesmal sogar vorzeitig. Ende Februar 2015 boxte er gegen Christian Hammer. Hammer musste zu Boden, hatte zu keinem Zeitpunkt eine Chance und gab in der 8. Runde auf.

### Klitschko-Kampf und Rücktritt
Am 28. November 2015 gewann er gegen den seit über elf Jahren unbesiegten Wladimir Klitschko nach zwölf Runden einstimmig nach Punkten und wurde neuer Schwergewichts-Weltmeister der vier Verbände (WBA, WBO, IBF und IBO), deren Gürtel Klitschko innehatte. Im Dezember 2015 wurde ihm der IBF-Titel aberkannt, da er nicht gegen den Pflichtherausforderer Wjatscheslaw Hlaskow antrat. Vom renommierten Ring Magazine wurde Fury zum „Weltboxer des Jahres 2015“ gekürt.
Anfang Mai 2016 kündigte er an, nach dem Rückkampf gegen Klitschko seine Karriere zu beenden. Wegen einer Knöchelverletzung Furys wurde der ursprünglich für den 9. Juli 2016 angesetzte Kampf verschoben. In britischen Medien wurde daraufhin verbreitet, dass Fury bereits im Frühjahr 2015 positiv auf das anabole Steroid Nandrolon getestet worden sei. Am 3. August 2016 teilte die britische Antidoping-Agentur UKAD mit, dass Fury am 24. Juni 2016, am Tag der Absage, provisorisch gesperrt worden sei. Später wurde er von der UKAD für zwei Jahre gesperrt. Am 22. September 2016 sagte Fury den nun für den 29. Oktober geplant gewesenen Kampf erneut wegen gesundheitlicher Probleme ab. Wie später bekannt wurde, war er an diesem Tag von der amerikanischen Anti-Doping-Agentur positiv auf Kokain getestet worden. Am 3. Oktober 2016 erklärte Fury per Twitter seinen Rücktritt, den er aber einige Stunden später widerrief. Zwei Tage später äußerte er in einem Interview, dass bei ihm eine manische Depression diagnostiziert worden sei. Mitte Oktober 2016 gab Fury die Weltmeistertitel der Verbände WBO, WBA und IBO zurück. Im Juli 2017 erklärte er erneut seinen Rücktritt.

### Comeback und Weltmeisterschaftskämpfe gegen Wilder
Bereits im Oktober 2017 widerrief er diese Aussage jedoch und kündigte sein Comeback für 2018 an.
Am 9. Juni 2018 stand Fury dann wieder im Ring und besiegte in Manchester Sefer Seferi durch Aufgabe in der vierten Runde. Später im August besiegte er Francesco Pianeta in Belfast nach Punkten. Im Kampf über 10 Runden dominierte Fury, allerdings gelang ihm nicht der entscheidende Schlag. Dieser Kampf wurde ausschließlich vom Ringrichter gewertet, nicht wie üblich von drei Punktrichtern, dieser wertete jede Runde mit 10:9 für Fury (100:90).
Im Jahr 2018 sollte eine Titelvereinigung zwischen dem WBC-Weltmeister Deontay Wilder und dem WBA-, IBF- und WBO-Weltmeister Anthony Joshua stattfinden, um den unumstrittenen Weltmeister im Schwergewicht auszuboxen. Da sich jedoch die Promoter der Boxer nicht einigen konnten, bekam Fury die Chance, gegen Wilder um die Weltmeisterschaft des Verbandes WBC zu boxen. Der Kampf fand am 1. Dezember jenes Jahres im Staples Center in Los Angeles statt und endete unentschieden. Fury ging in den Runden 9 und 12 zu Boden. Fury wurde 2018 vom Ring Magazine zum Comeback des Jahres ausgezeichnet, und die zwölfte Runde des Kampfes gegen Deontay Wilder wurde als beste Runde des Jahres 2018 im Boxsport ausgezeichnet.
2019 schloss Tyson dann einen Co-Promoter-Deal mit Bob Arum von Top Rank ab, der seine Kämpfe von nun an auf ESPN in den USA zeigen würde. Der Deal über die US-Rechte für fünf Kämpfe betrug 100 Millionen US-Dollar. Die ersten beiden Kämpfe infolge des Deals fanden 2019 in Las Vegas statt. Hierbei besiegte Tyson in der MGM Grand Garden Arena den bis dahin in 24 Kämpfen ungeschlagenen Deutschen Tom Schwarz per technischem K. o. in der zweiten Runde. Drei Monate später kam es in der T-Mobile Arena zum Kampf gegen den in 20 Kämpfen ungeschlagenen Schweden Otto Wallin. Fury erlitt bereits in der dritten Runde einen tiefen Cut durch Schlagwirkung, der ihn fortan stark beeinträchtigte. Trotzdem konnte Fury sich über 12 Runden durchsetzen und den Kampf einstimmig nach Punkten für sich entscheiden. Der Cut musste direkt nach dem Kampf mit 47 Stichen genäht werden.
Ende des Jahres 2019 trat Tyson Fury in einem Wrestling-Match der weltweit größten Organisation WWE gegen den Wrestler Strowman an; den Schaukampf konnte Fury nach acht Minuten gewinnen. Als Gage für den Kampf bekam Fury ca. 14 Millionen Euro.
Am 22. Februar 2020 gewann er den Rückkampf gegen Wilder durch technischen K. o. in der siebten Runde und wurde damit WBC-Weltmeister. Tyson Fury war daraufhin Teil in der 2020 veröffentlichen Forbes-Liste der 100 bestbezahlten Sportler der Welt und der Höchstverdiener unter den Kampfsportlern. Tyson Fury wurde damit nach Riddick Bowe der zweite Boxer der Geschichte des Schwergewichts, der jeweils alle Weltmeistertitel der vier großen Verbände (WBA, WBC, IBF und WBO) einmal gewinnen konnte. Am Ende des Jahres 2020 wurde Fury vom Ring Magazine zum zweiten Mal nach 2015 als Boxer des Jahres ausgezeichnet. Damit zog er mit Boxgrößen wie Floyd Mayweather Jr., Mike Tyson und George Foreman gleich, die ebenfalls zweimal in ihrer Karriere diese Auszeichnung bekamen.
Am 9. Oktober 2021 kam es in Las Vegas zum dritten Kampf gegen Deontay Wilder. Gecoacht von seinem neuen Trainer Malik Scott, konzentrierte sich Wilder in der ersten Runden auf Furys Körper, womit er ihn überraschen konnte und nach Punkten in Führung ging. Fury drehte in Runde drei den Kampf, und Wilder musste zweimal zu Boden. Wilder konnte sich aber erholen und konnte Fury in der folgenden Runde ebenfalls zweimal auf die Bretter schicken. Fury schaffte es jedoch, dem Kampf abermals eine Wende zu geben und Wilder in Runde 10 und 11 jeweils niederzuschlagen. Mit dem Niederschlag in Runde 11 endete der Kampf in einem K.-o.-Sieg für Fury, der damit erstmals die WBC-Weltmeisterschaft verteidigte. Der Kampf wurde von den Medien und Fans als eine sehr spektakuläre „Schlacht“ und als einer der besten Boxkämpfe im Schwergewicht wahrgenommen. Fury soll mit dem Kampf eine Summe von ca. 30 Millionen US-Dollar verdient haben, während Wilder ca. 20 Millionen US-Dollar erhielt.
Die WBC setzte danach einen Kampf gegen den Pflichtherausforderer Dillian Whyte an. Furys Promoter Frank Warren und Bob Arum ersteigerten den Kampf für eine Rekordsumme von 41 Millionen US-Dollar. Dabei überboten sie Whytes Promoter Eddie Hearn von Matchroom Boxing, der eine Summe ca. 32 Millionen US-Dollar geboten hatte. Als Weltmeister stehen Fury 80 % der Summe zu. Ende Februar 2022 kündigte Fury an, dass dieser Kampf am 23. April 2022 der letzte seiner Karriere sein werde. Eigener Aussage zufolge hatte er beim angekündigten Ende seiner Karriere „150 Millionen Dollar auf der Bank“. Als Ort für den Kampf wurde das Wembley-Stadion in London gewählt. Mit 94.000 Zuschauern war es der Kampf mit den meisten Live-Zuschauern in der Geschichte Großbritanniens. Fury gewann durch technischen K. o. in der sechsten Runde, als Whyte nach einem Aufwärtshaken zu Boden musste, und blieb damit in seiner Profikarriere bis zum 18. Mai 2024 unbesiegt.

### Erneutes Comeback und Weltmeisterschaftskämpfe gegen Ussyk
Schon kurz nach seinem vermeintlichen Karriereende kam es zu ersten Gerüchten um einen Comeback-Kampf im Dezember 2022 gegen den anderen großen Box-Superstar seiner Generation, Anthony Joshua. Nachdem Joshua und sein Team die von Fury gesetzte knappe Deadline hatten verstreichen lassen, ließ Fury den Kampf kurzerhand platzen. Als neuen Gegner für sein Comeback präsentierte Fury daraufhin den Veteranen Dereck Chisora, der zwar in der unabhängigen Boxrec-Rangliste unter den Top-10-Schwergewichtsboxern geführt wurde, allerdings durch zwei vorherige Niederlagen 2011 und 2014 gegen Fury von Experten als komplett chancenlos im dritten Duell der beiden angesehen wurde. Vor 60.000 Fans im ausverkauften Tottenham Hotspur Stadium kam es dann am 3. Dezember 2022 zum Duell, bei dem Chisora von Beginn an tatsächlich chancenlos war. In der 10. Runde siegte Fury durch technischen K. o. Fury erhielt für den Sieg eine Börse von 24 Millionen Euro plus einen Großteil der Erlöse der TV-Einnahmen.
Für den Sommer 2023 wurde dann eine Titelvereinigung von Fury gegen den anderen amtierenden Schwergewichtsweltmeister Oleksandr Ussyk geplant. Die Verhandlungen scheiterten jedoch, woraufhin Fury ausfällig wurde und Ussyk mehrmals stark beleidigte. Daraufhin fassten die Promoter von Fury einen Kampf gegen den Mexikaner und ehemaligen Schwergewichtsweltmeister Andy Ruiz ins Auge. Jedoch platzte auch dieser Kampf an den zu hohen Forderungen seitens Andy Ruiz. Schlussendlich einigte man sich dann mit Francis Ngannou, dem Schwergewichtsweltmeister im Mixed Martial Arts (MMA) der größten MMA-Organisation Ultimate Fighting Championship (UFC) für den Herbst 2023 in Saudi-Arabien. Die Ankündigung wurde von Fans und Experten negativ aufgefasst; man sah Ngannou, der zuvor noch nie einen Boxkampf bestritten hatte, als chancenlos an in einem reinen Boxkampf. Fury soll eine Börse von 50 Mio. Dollar für den Kampf erhalten haben. Bei dem Kampf ging Fury in der dritten Runde zu Boden. Zwei der Ringrichter entschieden am Ende dennoch mit 96:93 und 95:94 zugunsten Furys. Fury bewertete den Kampf als seinen härtesten „seit 10 Jahren“. Verschiedene Kampfsportexperten äußerten sich kritisch zu der Wertung, einige hielten Ngannou für den Gewinner.
Der Kampf über zwölf Runden gegen Oleksandr Ussyk fand am 18. Mai 2024 in Riad in der Al-Mamlaka-Arena statt. Fury verlor nach Punkten gegen den Ukrainer (112:115, 114:113, 113:114). Dies machte Ussyk mit dem zusätzlichen Gewinn des WBC-Gürtels zum unumstrittenen Schwergewichts-Weltmeister. Die Börse für den Kampf soll bei rund 150 Millionen US-Dollar (116 Millionen Pfund) gelegen haben, wobei Fury 70 % der Summe, d. h. 81,2 Millionen Pfund (rund 105 Millionen US-Dollar), garantiert wurden. Da für Fury der britische Steuersatz galt, erhielt er abzüglich Steuern in Höhe von mindestens 45 Millionen Pfund insgesamt 36 Millionen Pfund für den Kampf.
Beim Rückkampf am 21. Dezember desselben Jahres traten beide Boxer mit dem höchsten Kampfgewicht an, das sie bis dahin in ihrer Karriere erreicht hatten; Fury wog 127 Kilogramm und Ussyk hatte ein Gewicht von 102 Kilogramm. Fury verlor den Kampf, der ebenfalls in der Al-Mamlaka-Arena ausgetragen wurde, nach einer einstimmigen Juryentscheidung nach Punkten; alle drei Punktrichter werteten 112:116.

## Liste der Profikämpfe
| 34 Siege (24 K.-o.-Siege), 2 Niederlagen, 1 Unentschieden |               |                                                          | |                                                     |
| Jahr                                                      | Tag           | Ort                                                      | Gegner | Ergebnis für Fury                                   |
| 2008                                                      | 6. Dezember   | Trent FM Arena, Nottingham, Großbritannien               | Bela Gyongyosi | Sieg / TKO 1. Runde                                 |
| 2009                                                      | 17. Januar    | Robin Park Centre, Wigan, Großbritannien                 | Marcel Zeller | Sieg / TKO 3. Runde                                 |
| 2009                                                      | 28. Februar   | Norwich Showground, Norwich, Großbritannien              | Daniel Peret | Sieg / Aufgabe 2. Runde                             |
| 2009                                                      | 14. März      | Aston Events Centre, Birmingham, Großbritannien          | Lee Swaby | Sieg / Aufgabe 4. Runde                             |
| 2009                                                      | 11. April     | York Hall, London, Großbritannien                        | Matthew Ellis | Sieg / KO 1. Runde                                  |
| 2009                                                      | 23. Mai       | Colosseum, Watford, Großbritannien                       | Scott Belshaw | Sieg / TKO 2. Runde                                 |
| 2009                                                      | 18. Juli      | York Hall, London, Großbritannien                        | Aleksandrs Selezens | Sieg / TKO 3. Runde                                 |
| 2009                                                      | 11. September | Brentwood Centre, Brentwood, Großbritannien              | John McDermott BBBofC-Englische Schwergewicht-Meisterschaft                                                                                     | Punktsieg / 10 Runden                               |
| 2009                                                      | 26. September | The O2, Dublin, Irland                                   | Tomáš Mrázek | Punktsieg / 6 Runden                                |
| 2010                                                      | 5. März       | Huddersfield Sports Centre, Huddersfield, Großbritannien | Hans-Jörg Blasko | Sieg / TKO 1. Runde                                 |
| 2010                                                      | 25. Juni      | Brentwood Centre, Brentwood, Großbritannien              | John McDermott BBBofC-Englische Schwergewicht-Meisterschaft                                                                                     | Sieg / TKO 9. Runde                                 |
| 2010                                                      | 10. September | York Hall, London, Großbritannien                        | Rich Power | Punktsieg / 8 Runden                                |
| 2010                                                      | 18. Dezember  | Colisée Pepsi, Québec, Kanada                            | Zack Page | Punktsieg (einstimmig) / 8 Runden                   |
| 2011                                                      | 19. Februar   | Wembley Arena, London, Großbritannien                    | Marcelo Luiz Nascimento | Sieg / KO 5. Runde                                  |
| 2011                                                      | 23. Juli      | Wembley Arena, London, Großbritannien                    | Dereck Chisora Commonwealth-Schwergewicht-Meisterschaft BBBofC-Britische Schwergewicht-Meisterschaft                                            | Punktsieg (einstimmig) / 12 Runden                  |
| 2011                                                      | 17. September | King’s Hall, Belfast, Großbritannien                     | Nicolai Firtha | Sieg / TKO 5. Runde                                 |
| 2011                                                      | 12. November  | EventCity, Manchester, Großbritannien                    | Neven Pajkić Commonwealth-Schwergewicht-Titelverteidigung                                                                                       | Sieg / TKO 3. Runde                                 |
| 2012                                                      | 14. April     | Odyssey Arena, Belfast, Großbritannien                   | Martin Rogan BUI-Irische Schwergewicht-Meisterschaft                                                                                            | Sieg / TKO 5. Runde                                 |
| 2012                                                      | 7. Juli       | Hand Arena, Clevedon, Großbritannien                     | Vinny Maddalone WBO-Intercontinental Schwergewicht-Meisterschaft                                                                                | Sieg / TKO 5. Runde                                 |
| 2012                                                      | 1. Dezember   | Odyssey Arena, Belfast, Großbritannien                   | Kevin Johnson | Punktsieg (einstimmig) / 12 Runden                  |
| 2013                                                      | 20. April     | Madison Square Garden, New York, USA                     | Steve Cunningham | Sieg / KO 7. Runde                                  |
| 2014                                                      | 15. Februar   | Copper Box, London, Großbritannien                       | Joey Abell | Sieg / TKO 4. Runde                                 |
| 2014                                                      | 29. November  | ExCeL Arena, London, Großbritannien                      | Dereck Chisora WBO-International Schwergewicht-Meisterschaft EBU-Schwergewicht-Europameisterschaft BBBofC-Britische Schwergewicht-Meisterschaft | Sieg / Aufgabe 10. Runde                            |
| 2015                                                      | 28. Februar   | The O2 Arena, Greenwich, Großbritannien                  | Christian Hammer WBO-International Schwergewicht-Titelverteidigung                                                                              | Sieg / Aufgabe 8. Runde                             |
| 2015                                                      | 28. November  | ESPRIT arena, Düsseldorf, Deutschland                    | Wladimir Klitschko IBF/IBO/WBA/WBO-Schwergewicht-Weltmeisterschaft                                                                              | Punktsieg (einstimmig) / 12 Runden                  |
| 2018                                                      | 9. Juni       | Manchester Arena, Manchester, Großbritannien             | Sefer Seferi | Sieg / Aufgabe 4. Runde                             |
| 2018                                                      | 18. August    | Windsor Park, Belfast, Großbritannien                    | Francesco Pianeta | Punktsieg / 10 Runden                               |
| 2018                                                      | 1. Dezember   | Staples Center, Los Angeles, USA                         | Deontay Wilder WBC-Schwergewicht-Weltmeisterschaft                                                                                              | Unentschieden (geteilte Entscheidung) / 12 Runden   |
| 2019                                                      | 15. Juni      | MGM Grand Garden Arena, Las Vegas, USA                   | Tom Schwarz WBO-Intercontinental Schwergewicht-Meisterschaft                                                                                    | Sieg / TKO 2. Runde                                 |
| 2019                                                      | 14. September | T-Mobile Arena, Paradise, USA                            | Otto Wallin | Punktsieg (einstimmig) / 12 Runden                  |
| 2020                                                      | 22. Februar   | MGM Grand Garden Arena, Las Vegas, USA                   | Deontay Wilder WBC-Schwergewicht-Weltmeisterschaft                                                                                              | Sieg / TKO 7. Runde                                 |
| 2021                                                      | 9. Oktober    | T-Mobile Arena, Paradise, USA                            | Deontay Wilder WBC-Schwergewicht-Titelverteidigung                                                                                              | Sieg / KO 11. Runde                                 |
| 2022                                                      | 23. April     | Wembley-Stadion, London, Großbritannien                  | Dillian Whyte WBC-Schwergewicht-Titelverteidigung                                                                                               | Sieg / TKO 6. Runde                                 |
| 2022                                                      | 3. Dezember   | Tottenham Hotspur Stadium, London, Großbritannien        | Dereck Chisora WBC-Schwergewicht-Titelverteidigung                                                                                              | Sieg / TKO 10. Runde                                |
| 2023                                                      | 28. Oktober   | Boulevard Hall, Riad, Saudi-Arabien                      | Francis Ngannou | Punktsieg (geteilte Entscheidung) / 10 Runden       |
| 2024                                                      | 18. Mai       | Kingdom Arena, Riad, Saudi-Arabien                       | Oleksandr Ussyk IBF/IBO/WBA/WBC/WBO-Schwergewicht-Titelvereinigung                                                                              | Punktniederlage (geteilte Entscheidung) / 12 Runden |
| 2024                                                      | 21. Dezember  | Kingdom Arena, Riad, Saudi-Arabien                       | Oleksandr Ussyk IBO/WBA/WBC/WBO-Schwergewicht-Weltmeisterschaft                                                                                 | Punktniederlage (einstimmig) / 12 Runden            |
| Quelle: Tyson Fury in der BoxRec-Datenbank                |               |                                                          | |                                                     |

## Kontroversen und Kritik

### Äußerungen in der Öffentlichkeit und Nähe zu Daniel Kinahan

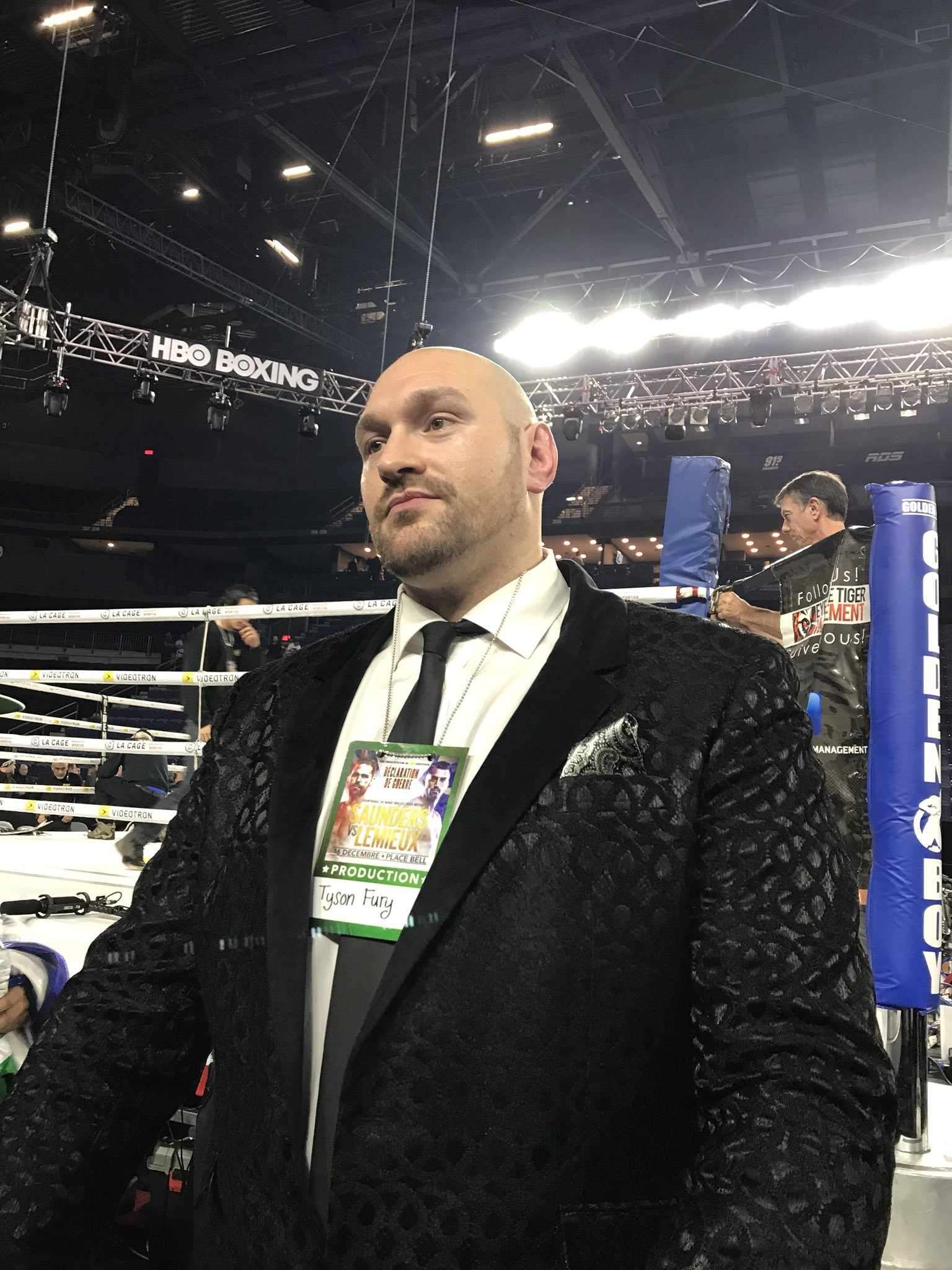
Tyson Fury am Ring vom Kampf zwischen Saunders und Lemieux in Quebec City (2017)

Im Jahr 2013, vor seinem ersten Kampf im Madison Square Garden, äußerte Fury gegenüber Journalisten, er würde seine Schwester erhängen, wenn sie sich promiskuitiv verhalten würde. Im selben Jahr wurde er zu einer Geldstrafe von 3.000 britischen Pfund verurteilt, weil er seine Boxkollegen David Price und Tony Bellew als „schwules Pärchen“ („gay lovers“) bezeichnet hatte. Bellew selbst sagte, nachdem die öffentliche Diskussion um Furys Aussagen hochgekocht war, er habe sich nicht darüber aufgeregt und verstehe die Leute nicht, die Fury deswegen niedermachten.
Kurz vor dem Gewinn des WBO-Titels im Schwergewicht im November 2015 äußerte Fury sich zu Doping im Boxsport. Er sei der Ansicht, es solle legal sein, leistungssteigernde Mittel einzunehmen. Wäre Doping legal, könne jeder dopen, und alles sei fair. Weiterhin sei er der Ansicht, dass, wenn die Verbände Doping freigeben würden, der Wettbewerb im Boxen fairer sei.
Nach dem Kampf gegen Klitschko gab Fury an, er sei vorsichtig wegen möglicher Betrügereien von Seiten des Klitschko-Teams gewesen, ohne jedoch dafür Beweise zu präsentieren. Er würde nicht einmal das Wasser in der Umkleidekabine trinken, aus Angst, es könnte mit Drogen versetzt sein. Das British Boxing Board of Control kam daraufhin zu einer Sitzung zusammen und bestellte Fury ein, um zu seinen Aussagen Stellung zu beziehen.
Im Mai 2016 äußerte er sich in einem Interview zudem in antisemitischer Weise. Aufgefallen war er auch mit frauenfeindlichen und homophoben Aussagen. In einem online veröffentlichten Video dankte er im Sommer 2020 seinem Berater Daniel Kinahan, der unter anderem von irischen, US-amerikanischen und spanischen Sicherheitsbehörden verdächtigt wird, der Kopf einer der mächtigsten Drogenbanden Europas zu sein.

### Nominierung zur BBC Sports Personality of the Year 2015
Nach dem Gewinn des Weltmeistertitels gegen Klitschko ernannte die BBC Fury 2015 zu einem der Finalisten für die Auszeichnung zur BBC Sports Personality of the Year (SPOTY). Die Nominierung an sich hatte schon im Vorfeld eine Kontroverse erzeugt, nachdem Fury in einem Interview anscheinend Homosexualität und Pädophilie gleichgesetzt hatte.

“There are only three things that need to be accomplished before the Devil comes home. One of them is homosexuality being legal in countries, one of them is abortion and the other is paedophilia. So who would have thought in the 50s and early 60s that those first two would be legalised.”

„Es gibt nur drei Dinge, die erreicht werden müssen, bevor der Teufel nach Hause kommt. Eines davon ist die Legalisierung von Homosexualität, eines ist Abtreibung und das andere ist Pädophilie. Wer hätte in den 50ern und 60ern gedacht, dass die ersten beiden legalisiert werden würden.“

Eine Petition auf change.org, die ausdrückte, dass Furys homophobe und sexistische Einstellung ihn zu einem ungeeigneten Kandidaten für die Auszeichnung mache, erreichte am Ende 138.000 Unterschriften. Angesprochen, ob er homophob sei, verneinte Fury dies. Er sei es definitiv nicht. Er wäre kein guter Christ, wenn er irgendeinen Menschen hassen würde. Wenn Jesus die Welt liebe, dann würde er es auch tun.
Im Vorfeld der Verleihung fiel Fury auch mit anzüglichen Bemerkungen über die Olympiasiegerin und Weltmeisterin im Siebenkampf Jessica Ennis-Hill auf, einer weiteren Kandidatin für die Auszeichnung zur SPOTY. Auch sagte er, der beste Platz für eine Frau sei die Küche oder auf dem Rücken liegend. Dies sei seine persönliche Überzeugung. („That’s my personal belief.“)
Fury reagierte auf die öffentliche Debatte um seine Nominierung mit Unverständnis, versicherte, er sei nicht homophob, legte dabei allerdings noch einmal nach: Seine Kritiker könnten ihn mal („suck my balls“), und die Unterzeichner der Petition seien 50.000 Wichser („50.000 wankers“).
Der Skandal erreichte schließlich auch die Politik. John Nicolson von der Scottish National Party (SNP), Mitglied im Ausschuss für Kultur Medien und Sport, hinterfragte die Nominierung von Fury durch die BBC öffentlich und kündigte an, Homophobie im Sport untersuchen zu lassen. Am 9. Dezember eskalierte die Situation für die BBC, als der Favorit für die Auszeichnung, der Weitspringer Greg Rutherford, damit drohte, wegen der Kontroverse um Fury der Veranstaltung fernzubleiben. Trotz seiner tiefen Abneigung gegen Fury stimmte Rutherford schließlich doch zu, an der Verleihung teilzunehmen.
Ebenfalls am 9. Dezember bestätigte die Polizei von Manchester, sie untersuche den Vorwurf eines Hassverbrechens (hate crime) durch Fury, nachdem dieser in einer Fernsehsendung von Victoria Derbyshire erneut durch homophobe Äußerungen aufgefallen war. Die Polizei relativierte die Anschuldigungen allerdings schnell und ließ verlauten, es habe sich lediglich um einen Hass-Vorfall (hate incident) gehandelt. Fury werde sich nicht vor Gericht verantworten müssen.
Fury wurde schließlich Vierter bei der Wahl zur Sports Personality of the Year und entschuldigte sich während der Veranstaltung für seine beleidigenden Kommentare.

“I’ve said a lot of stuff in the past and none of it is with intentions to hurt anybody […] And if I’ve said anything in the past that’s hurt anybody, I apologise to anyone that’s been hurt by it.”

„Ich habe in der Vergangenheit viele Dinge gesagt und nichts davon war mit der Absicht, irgend jemanden zu verletzen […] und wenn ich in der Vergangenheit etwas gesagt habe, das jemanden verletzt hat, entschuldige ich mich bei jedem, den es verletzt hat.“

## Erfolge als Profi
- WBC-Weltmeister im Schwergewicht (1): 2020–2024 (3 Titelverteidigungen)
- WBA-Weltmeister im Schwergewicht (1): Superchampion 2015–2016
- WBO-Weltmeister im Schwergewicht (1): 2015–2016
- IBF-Weltmeister im Schwergewicht (1): 2015
- IBO-Weltmeister im Schwergewicht (1): 2015–2016
- Ring-Magazine-Weltmeister im Schwergewicht (1): 2015–2018, 2020–2022
- Linearer Weltmeister (Cyber Boxing Zone) im Schwergewicht (1): 2015–2016, 2020–2024
- WBO-Intercontinental-Champion im Schwergewicht (1): 2012
- WBO-International-Champion im Schwergewicht (1): 2014–2015 (1 Titelverteidigung)
- EBU-Europameister im Schwergewicht (1): 2014
- Commonwealth-Champion im Schwergewicht (1): 2011 (1 Titelverteidigung)
- Britischer Meister im Schwergewicht (2): 2011, 2014–2015
- Englischer Meister im Schwergewicht (2): 2009–2010, 2010
- Irischer Meister im Schwergewicht (1): 2012

## Auszeichnungen
- Ring Magazine Weltboxer des Jahres (2): 2015, 2018 nominiert, 2020
- Ring Magazine Upset of the Year (1): 2015 (gegen Wladimir Klitschko)
- Ring Magazine Runde des Jahres (1): 2018 (gegen Deontay Wilder, Runde 12)
- Ring Magazine Comeback des Jahres (1): 2018
- BWAA Bill-Crawford-John-McCain-Award (1): 2018 (für den Mut zur Überwindung von Widrigkeiten)[86]